# ユダヤ・ギリシア語
ユダヤ・ギリシア語とはロマニオット（セファルディムがギリシアに定住する前、ヘレニズム時代からギリシアに住んでいたギリシア系ユダヤ人）の言語。別名イェヴァン語。イェヴァンとはイオニアンの訛りである。
言語としての起源はヘレニズム時代のコイネーにあるが、ヘブライ語の要素も持っている。
ギリシア語との差異は少なく、非ユダヤ系のギリシア人にも理解可能である。
ロマニオットたちは、独自に工夫したヘブライ文字でギリシア語とユダヤ・ギリシア語を表記した。
今日ではもはや、ユダヤ・ギリシア語の話者は現存していない。それは以下の理由による。
- ロマニオットのコミュニティがあまりに小さいので、セファルディムのコミュニティに同化してしまったこと。
- 同化によってギリシア語やトルコ語やブルガリア語を採用してしまったこと。
- ロマニオットの多くがイスラエルや米国に移住してしまったこと。
- シオニズムの浸透によって、ヘブライ語第一主義が浸透したこと。
- ホロコーストによってテサロニキのロマニオットが殲滅されてしまったこと。